# جان بویگا
جان اددایو بامیدله ادگبویگا (انگلیسی: John Adedayo Bamidele Adegboyega؛ زادۀ ۱۷ مارس ۱۹۹۲) که به طور حرفه‌ای با نام جان بویگا شناخته می‌شود، بازیگر و تهیه‌کننده انگلیسی است. او با بازی در نقش موزس در فیلم کمدی علمی-تخیلی حمله به بلوک (۲۰۱۱) در بریتانیا به شهرت رسید و با ایفای نقش فین در سه‌گانه دنباله جنگ ستارگان در فیلم‌های نیرو برمی‌خیزد (۲۰۱۵)، آخرین جدای (۲۰۱۷) و خیزش اسکای‌واکر (۲۰۱۹) شهرت بین‌المللی کسب کرد.
از دیگر آثار سینمایی او می‌توان به درام رویاهای امپراتوری (۲۰۱۴)، تاریخی حماسه‌ای پادشاه زن (۲۰۲۲) و دلهره‌آور بریکینگ (۲۰۲۲) اشاره کرد. در سال ۲۰۱۶، بویگا جایزۀ ستاره نوظهور بفتا و جایزۀ شوپارد جشنواره فیلم کن ۲۰۱۶ را دریافت کرد. در سال ۲۰۲۰، او از سوی مجله نیو آفریکن به عنوان یکی از ۱۰۰ فرد تأثیرگذار آفریقایی انتخاب شده‌است.
بویگا نقش لروی لوگان را در قسمت قرمز، سفید و آبی مجموعۀ آنتولوژی اسمال اکس (۲۰۲۰) به کارگردانی استیو مک‌کوئین به تصویر کشید. او برای این نقش برنده جایزۀ گلدن گلوب بهترین بازیگر نقش مکمل مرد – سریال، سریال کوتاه یا فیلم تلویزیونی و جایزۀ تلویزیونی به انتخاب منتقدان بهترین بازیگر مرد سریال کوتاه یا فیلم تلویزیونی شد.

## فیلم‌شناسی

### فیلم
| سال  | عنوان                         | نقش                | یادداشت |
| ---- | ----------------------------- | ------------------ | ------- |
| ۲۰۱۱ | حمله به بلوک                  | موزس               |         |
| ۲۰۱۳ | نصف یک خورشید زرد             | اوگوو              |         |
| ۲۰۱۴ | رویاهای امپراتوری             | بامبی              |         |
| ۲۰۱۵ | جنگ ستارگان: نیرو برمی‌خیزد    | اف‌ان ۲۱۸۷ / فین    |         |
| ۲۰۱۷ | دایره                         | تای                |         |
| ۲۰۱۷ | دیترویت                       | ملوین              |         |
| ۲۰۱۷ | جنگ ستارگان: آخرین جدای       | فین                |         |
| ۲۰۱۸ | حاشیه اقیانوس آرام: طغیان     | جیک پنتکاست        |         |
| ۲۰۱۹ | جنگ ستارگان: خیزش اسکای‌واکر   | فین                |         |
| ۲۰۲۱ | تکینگی عریان                  | کاسی               |         |
| ۲۰۲۲ | بریکینگ                       | برایان براون ایزلی |         |
| ۲۰۲۲ | پادشاه زن                     | پادشاه قزو         |         |
| ۲۰۲۳ | آنها تایرون را شبیه‌سازی کردند | فانتین             |         |

### تلویزیون
| سال       | عنوان                       | نقش           | یادداشت                  |
| --------- | --------------------------- | ------------- | ------------------------ |
| ۲۰۱۱      | انسان بودن                  | دنی کورتیس    | ۴ قسمت                   |
| ۲۰۱۱      | نظم و قانون: پادشاهی متحده  | جمال کلارکسون | قسمت: «گناه بازماندگان»  |
| ۲۰۱۲      | جنایت من                    | شکیلوس        | فیلم تلویزیونی           |
| ۲۰۱۳      | نهنگ                        | ویلیام        | فیلم تلویزیونی           |
| ۲۰۱۴      | ۲۴: یک روز دیگر زنده بمان   | کریس          | ۴ قسمت                   |
| ۲۰۱۵      | پخش زنده شنبه شب            | خودش          | قسمت: «جنگ ستارگان»      |
| ۲۰۱۸–۲۰۱۷ | جنگ ستارگان: نیروهای سرنوشت | فین           | صداپیشه، ۲ قسمت          |
| ۲۰۱۸      | تپه خرگوش‌ها                 | بیگ‌ویگ        | صداپیشه، ۴ قسمت          |
| ۲۰۲۰      | اسمال اکس                   | لروی لوگان    | قسمت: «قرمز، سفید و آبی» |

## جوایز و نامزدی‌ها
| سال  | کار                        | جایزه                          | دسته‌بندی                                                          | نتیجه    |
| ---- | -------------------------- | ------------------------------ | ----------------------------------------------------------------- | -------- |
| ۲۰۱۱ | حمله به بلوک               | بلک ریل                        | بهترین بازیگر مرد                                                 | پیروز    |
| ۲۰۱۱ | حمله به بلوک               | بلک ریل                        | بهترین بریک‌اوت                                                    | نامزدشده |
| ۲۰۱۱ | حمله به بلوک               | بلک ریل                        | بهترین گروه بازیگران                                              | نامزدشده |
| ۲۰۱۱ | حمله به بلوک               | جوایز فیلم ایندیپندنت بریتانیا | بهترین بازیگر تازه‌کار                                             | نامزدشده |
| ۲۰۱۱ | حمله به بلوک               | امپایر                         | بهترین بازیگر مرد تازه‌کار                                         | نامزدشده |
| ۲۰۱۱ | حمله به بلوک               | حلقه منتقدان فیلم لندن         | بازیگر جوان بریتانیایی سال                                        | نامزدشده |
| ۲۰۱۵ | خودش                       | بفتا                           | ستاره نوظهور بفتا                                                 | پیروز    |
| ۲۰۱۵ | جنگ ستارگان: نیرو برمی‌خیزد | امپایر                         | بهترین بازیگر مرد تازه‌کار                                         | پیروز    |
| ۲۰۱۵ | جنگ ستارگان: نیرو برمی‌خیزد | انجمن منتقدان فیلم جورجیا      | بهترین گروه بازیگران                                              | نامزدشده |
| ۲۰۱۵ | جنگ ستارگان: نیرو برمی‌خیزد | ام‌تی‌وی                         | بهترین بریک‌اوت                                                    | نامزدشده |
| ۲۰۱۵ | جنگ ستارگان: نیرو برمی‌خیزد | ام‌تی‌وی                         | بهترین بازیگر اکشن                                                | نامزدشده |
| ۲۰۱۵ | جنگ ستارگان: نیرو برمی‌خیزد | ام‌تی‌وی                         | بهترین گروه بازیگران                                              | نامزدشده |
| ۲۰۱۵ | جنگ ستارگان: نیرو برمی‌خیزد | ساترن                          | بهترین بازیگر مرد                                                 | نامزدشده |
| ۲۰۱۷ | جنگ ستارگان: آخرین جدای    | امپایر                         | بهترین بازیگر مرد                                                 | نامزدشده |
| ۲۰۱۷ | جنگ ستارگان: آخرین جدای    | برگزیده نوجوانان               | بهترین بازیگر مرد فیلم علمی-تخیلی یا فانتزی                       | نامزدشده |
| ۲۰۲۰ | اسمال اکس                  | گزینش منتقدان تلویزیون         | بهترین بازیگر مرد سریال کوتاه یا فیلم تلویزیونی                   | پیروز    |
| ۲۰۲۰ | اسمال اکس                  | گلدن گلوب                      | بهترین بازیگر نقش مکمل مرد – سریال، سریال کوتاه یا فیلم تلویزیونی | پیروز    |
| ۲۰۲۰ | اسمال اکس                  | حلقه منتقدان فیلم لندن         | بازیگر بریتانیایی/ایرلندی سال                                     | نامزدشده |
| ۲۰۲۰ | اسمال اکس                  | ستلایت                         | بهترین بازیگر مرد سریال کوتاه یا فیلم تلویزیونی                   | نامزدشده |